# Aeglopsis
Aeglopsis, rod listopadnog drveća i grmova iz porodice rutovki (Rutaceae). Postoje četiri vrste raširene po afričkom kontinentu. Karakteristična su im tamnosiva kora drveta i aksilarne oštre ravne bodlje.
Rod je opisan 1912., tipična vrsta je A. chevalieri, maleno drvo ili grm iz Gane, Gvineje, Obale Bjelokosti, Liberije, Togoa .

## Vrste
1. Aeglopsis beguei A.Chev.
2. Aeglopsis chevalieri Swingle
3. Aeglopsis eggelingii M.Taylor
4. Aeglopsis mangenotii A.Chev.